# جون ألين (دبلوماسي)
جون ألين هو دبلوماسي كندي، ولد في 10 ديسمبر 1950.